# Kim Sung-hwan
Dans ce nom coréen, le nom de famille, Kim, précède le nom personnel.
Seoul National University (né le 13 avril 1953 à Séoul) est un homme politique sud-coréen. Il est ministre des Affaires étrangères entre le 8 octobre 2010 et le 11 mars 2013.